# Fiskhusberget
Fiskhusberget este o arie protejată (arie specială de conservare — SAC, sit de importanță comunitară — SCI) din Suedia întinsă pe o suprafață de 725,8 ha, integral pe uscat.

## Localizare
Centrul sitului Fiskhusberget este situat la coordonatele 63°15′55″N 13°35′40″E / 63.2653°N 13.5945°E.

## Înființare
Situl Fiskhusberget a fost declarat sit de importanță comunitară în iulie 2000 pentru a proteja 2 specii de plante. Situl a fost protejat și ca arie specială de conservare în martie 2011.

## Biodiversitate
Situată în ecoregiunile alpină și boreală, aria protejată conține 8 habitate naturale: Ape stătătoare oligotrofe până la mezotrofe, cu vegetație de Littorelletea uniflorae și/sau de Isoëto-Nanojuncetea, Lacuri și iazuri distrofice naturale, Pășuni din zone de pădure fino-scandinave, Mlaștini turboase de tranziție și turbării mișcătoare, Mlaștini alcaline, Taiga vestică, Păduri fino-scandinave bogate în ierburi cu Picea abies, Mlaștini împădurite.
La baza desemnării sitului se află mai multe specii protejate de  plante (2): Cynodontium suecicum, papucul doamnei (Cypripedium calceolus).